# Благоєво (Великотирновська область)
Благо́єво (болг. Благоево) — село у Великотирновській області Болгарії. Входить до складу общини Стражиця.

## Населення
За даними перепису населення 2011 року у селі проживали 372 особи.
Національний склад населення села:
| Національність   | Кількість осіб | Відсоток |
| ---------------- | -------------- | -------- |
| болгари          | 262            | 71,2%    |
| турки            | 52             | 14,1%    |
| цигани           | 39             | 10,6%    |
| інша             | 9              | 2,4%     |
| не визначились   | 6              | 1,6%     |
| Всього відповіли | 368            |          |

Розподіл населення за віком у 2011 році:
Динаміка населення: